# Neoerythromma cultellatum
Neoerythromma cultellatum là một loài chuồn chuồn kim trong họ Coenagrionidae.
Neoerythromma cultellatum được Hagen in Selys miêu tả khoa học năm 1876.